# عدنان غولوبوفيتش
عدنان غولوبوفيتش (بالسلوفينية: Adnan Golubovič)‏ هو لاعب كرة قدم سلوفيني في مركز حراسة المرمى، ولد في 22 يوليو 1995 في ليوبليانا في سلوفينيا. لعب مع تريغلاف كران ‏.

## وصلات خارجية
- عدنان غولوبوفيتش على موقع قاعدة بيانات كرة القدم.إي يو (الإنجليزية)
- عدنان غولوبوفيتش على موقع Soccerway.com (الإنجليزية)
- عدنان غولوبوفيتش على موقع عالم كرة القدم.نت (الإنجليزية)